# المجلس الوطني للجامعات (فرنسا)
المجلس الوطني للجامعات (بالفرنسية: Conseil national des universités)‏ : والمختصر باسم CNU ، هو هيئة استشارية وصنع قرار فرنسية معنية بشكل خاص بإدارة مهنة الباحثين والمدرسين (أساتذة الجامعات والمحاضرين). لقد أدت مبادئ حرية التعليم العالي واستقلالية البحث إلى منح ضمانات قانونية محددة للباحثين والمدرسين (تعادل تنور ذات الأصل الأنجلوسكسوني) وبشكل خاص شكل من أشكال الإدارة الذاتية الجماعية في المسائل المهنية. تتكون هذه الهيئة من معلمين وباحثين معينين ومنتخبين، ولكن من أجل تعزيز استقلالية هؤلاء الأشخاص، فإن الممثلين المنتخبين هم الأغلبية.

## التاريخ
تم إنشاء الهيئة المسؤولة عن تنظيم مهنة المعلمين والباحثين في التحرير بموجب الأمر رقم 45-2631 المؤرخ 2 تشرين الثاني / نوفمبر 1945. ومع ذلك، فقد عرفت مختلف الطوائف والتغييرات التنظيمية. على وجه الخصوص، لم تمنح النصوص الأولى سوى أغلبية بسيطة للأعضاء المنتخبين على الأعضاء المعينين، حيث لم يكن هناك في كل قسم أو قسم فرعي سوى عضو منتخب واحد أكثر من عدد المرشحين. من الآن فصاعدًا، تبلغ نسبة المسؤولين المنتخبين الثلثين على الأقل.

## الدور الذي يلعبه
تتمثل مهمته في اتخاذ قرار بشأن المؤهلين وأساتذة الجامعات (المحاضرين، الترقية، CRCT) ؛ و - منذ عام 2009 - بشأن التقييم الفردي الذي يُجرى كل أربع سنوات لنشاطهم. هذا التقييم الفردي ظل غير غير مطبق حتى خريف عام 2013 .
فقدت CNU ، بموجب مرسوم عام 2009 ، مهمة إعادة التصنيف التي انتقلت من الآن فصاعداً إلى المؤسسات وخاصة المجالس العلمية. يولد هذا التجريد تباينات إقليمية كبيرة حيث أن المجالس العلمية للمؤسسات هي التي تقرر تدابير إعادة التصنيف للباحثين عن المعلمين. مهمة الترويج، وكذلك تعيين إجازة للبحث والتحويل المواضيعي، اختفت أيضًا تقريبًا بموجب مرسوم عام 2009 لصالح القرارات المتخذة فقط على المستوى المحلي. ساعدت الحركة القوية للأكاديميين في إحباط هذه المحاولة.
يتم عمل الأقسام على من خلال ملف وبدون مقابلة في معظم الأحيان. تعقد دورات التأهيل مرة واحدة فقط في السنة، وعادة في فصل الشتاء ؛ تُعقد جلسات الإدارة الوظيفية (الترقيات و CRCT) في الربيع. بعد رفضين للتأهيل، يمكن الطعن في القرار إلى "المجموعة"، وجميع أعضاء مكاتب الأقسام التابعة للمجموعة، والتي يمر المرشحون قبلها شفهيًا. من عام 2014، أصبحت الأقسام الآن مهمتها، خبرة تطبيقات.
كل قسم من أقسام CNU له طريقته الخاصة في التعامل مع الملفات، مما يؤدي إلى تباينات كبيرة للغاية من حيث معدل التأهيل.